# DQ
Peter Andersen (Næstved, Dinamarca; 16 de febrero de 1973) es un cantante y drag queen danés. Es mayormente conocido por haber ganado el Dansk Melodi Grand Prix en 2007 y representar a Dinamarca en el Festival de la Canción de Eurovisión 2007 bajo el seudónimo de DQ con la canción "Drama Queen". La canción no consiguió pasar a la final, terminando en el puesto 19 con 45 puntos.
En 2012 participó, junto a otros cantantes, en la primera edición de «Eurovisión Gay» que tuvo lugar en la localidad española de Maspalomas.

## Discografía
- MissTerious (1998)
- DQ (2002)